# Nazanin Bayati
Pour les articles homonymes, voir Bayati.
Nazanin Bayati (en persan : نازنین بیاتی), née le 5 janvier 1990, est une actrice iranienne. Elle a fait ses débuts au cinéma dans Trapped (2013) de Parviz Shahbazi. Pour sa performance dans le film, elle a remporté un Simorgh de cristal et une nomination aux Hafez Awards,,.

## Biographie
Nazanin Bayati est diplômée en théâtre de l'Université Tonekabon Islamic Azad.
Nazanin Bayati a brillé lors de sa première apparition au cinéma dans Darband[Où ?] et a été nommée pour le Simorgh de cristal pour la meilleure actrice dans un rôle principal au 31e Festival international du film Fajr. Elle a également remporté la statuette de la meilleure comédienne du 19e Festival Hafez pour son rôle dans la série dramatique à domicile[Quoi ?] de Golshifteh.
Nazanin Bayati est apparue dans la série télévisée de marionnettes du Shakeristan en tant que scénographe, costumière et doubleuse pour les personnages de Rêve et Prophète avec Hassan Radfar.

## Filmographie

### Film
| Année | Titre                         | Rôle            | Réalisateur        | Remarques                                                                                   |
| ----- | ----------------------------- | --------------- | ------------------ | ------------------------------------------------------------------------------------------- |
| 2013  | Piégé                         | Nazanine        | Parviz Shahbazi    | Nommée - Simorgh de cristal au Festival du film de Fajr dans la catégorie meilleure actrice |
| 2014  | Nécrologie                    | Reyhan          | Ebrahim Ebrahimian |                                                                                             |
| 2014  | Mourir en septembre           | Parisa          | Hatef Alimardani   |                                                                                             |
| 2014  | Les anges descendent ensemble | Leïla           | Hamed Mohamed      |                                                                                             |
| 2015  | Tour folle                    | Ghazal Moshtagh | Abolhassan Davoodi | le cinquième film le plus rentable de 2015 en Iran                                          |
| 2015  | Le Doux Goût de l'imagination | Chirin          | Kamal Tabrizi      |                                                                                             |
| 2016  | Séparation                    | Maryam          | Navid Mahmoudi     |                                                                                             |
| 2016  | Pas encore                    |                 | Reza Goran         | Court métrage                                                                               |
| 2017  | Maternité                     | Nava            | Rogie Tavakoli     |                                                                                             |
| 2017  | Rétroviseurs                  | Mahnaz          | Manouchehr Hadi    | le dixième film le plus rentable de tous les temps en Iran                                  |
| 2018  | Mouton                        | Mona            | Houman Seyyedi     | Cameo, le vingt-cinquième film le plus rentable de tous les temps en Iran                   |
| 2019  | Gène de cochon                | Mahi            | Saïd Soheili       |                                                                                             |
| 2019  | Zaferanieh, 5 juillet         | Mahrokh         | Ali Hashemi        |                                                                                             |
| 2021  | Dynamiter                     | Sanaz Goodarzi  | Massoud Atyabi     | le film le plus rentable de tous les temps en Iran                                          |
| 2022  | Le Défunt Père                | Paris           | Hossein Namazi     | le trente-huitième film le plus rentable de tous les temps en Iran                          |
| 2022  | Bande affaissée               | Fatemeh         | Mahran Ahmadi      | le sixième film le plus rentable de tous les temps en Iran                                  |
|       | Mariage populaire             | Shima           | Majid Tavakoli     |                                                                                             |
|       | Hérisson                      |                 | Mastaneh Mohajer   |                                                                                             |
|       | Autorisation de sortie        |                 | Kiarash Asadizadeh |                                                                                             |
|       | C'était l'hiver               | Chirin          | Vahid Parashad     |                                                                                             |

### Interne
| An   | Titre      | Rôle           | Réalisateur          | Plateforme     |
| ---- | ---------- | -------------- | -------------------- | -------------- |
| 2018 | Golshifteh | Goli           | Behrouz Shoeibi      | CD vidéo       |
| 2019 | Mannequin  | Hamta Mehragan | Hossein Soheilizadeh | Namava, Filimo |
|      | Sept       |                | Kiarash Asadizadeh   |                |
|      | Célébrité  |                | Amir Pourkian        |                |

## Récompenses et nominations
| Festival ou association                                    | Année | Catégorie                                      | Œuvre nommée | Résultat   | Ref.   |
| ---------------------------------------------------------- | ----- | ---------------------------------------------- | ------------ | ---------- | ------ |
| Festival du film Fajr                                      | 2012  | Meilleure actrice dans un rôle principal       | Piégé        | Nomination | [ 8 ]  |
| Festival Hafez                                             | 2014  | Meilleure actrice - Film                       | Piégé        | Nomination | [ 9 ]  |
| Festival Hafez                                             | 2019  | Meilleure actrice - Comédie de série télévisée | Golshifteh   | Lauréat    | [ 10 ] |
| Festival Hafez                                             | 2020  | Meilleure actrice - Série télévisée dramatique | Mannequin    | Nomination | [ 11 ] |
| Association iranienne des critiques et écrivains de cinéma | 2013  | Meilleure actrice dans un rôle principal       | Piégé        | Lauréat    | [ 12 ] |